# Vincenz von Kern

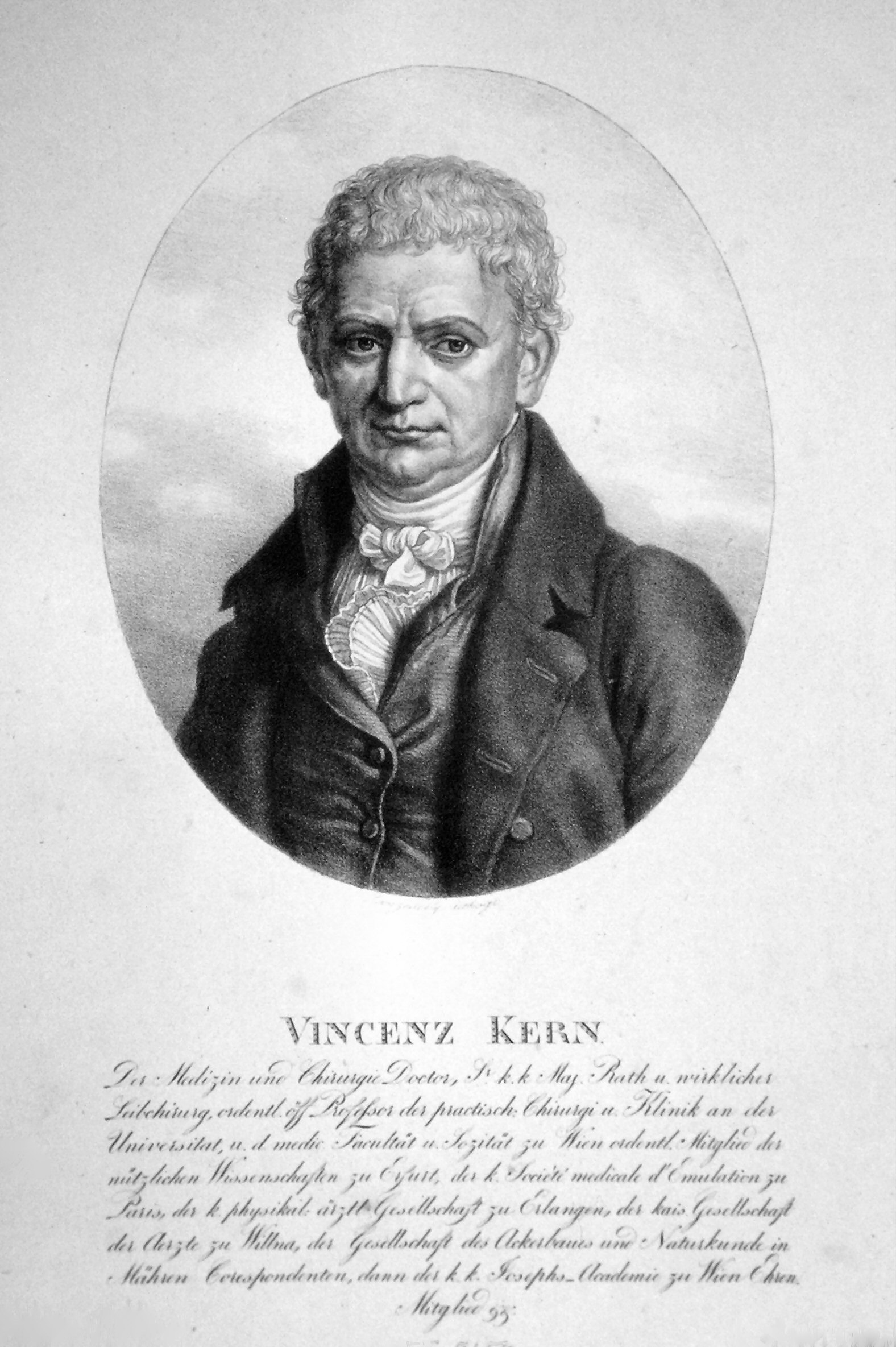
Vincenz von Kern, Lithographie von Josef Lanzedelli d. Ä., ca. 1820

Vincenz von Kern (* 20. Jänner 1760 in Graz; † 16. April 1829 in Wien) war ein österreichischer Arzt und Chirurg.
Kern wurde als Sohn eines Privatbeamten geboren und bereitete sich nach dem Abschluss des Gymnasiums bei einem Wundarzt in Graz auf das Studium der Medizin vor. Kern blieb jedoch nicht lange in Graz und arbeitete als chirurgischer Gehilfe in Salzburg, Triest und Venedig. 1783 wechselte er an das Krankenhaus in Sankt Marx, wo er praktizierte und parallel chirurgische Vorlesungen besuchte. Nachdem Kern 1784 Magister der Chirurgie und Geburtshilfe geworden war, promovierte er 1790 zum Dr. chir. und übernahm 1797 eine Professur für Chirurgie und Geburtshilfe am k. k. Lyceeum in Laibach. Neben seiner achtjährigen Tätigkeit am Lyceeum führte er in der Krain Impfungen gegen Pocken ein. Nachdem Kern 1799 auch Dr. med. geworden war, reiste er 1803 nach Venedig und ließ sich in die Methode des lateralen Steinschnittes bei Francesco Pajola (1741–1816) einführen. 1805 übernahm Kern den Lehrstuhl der praktischen Chirurgie an der Universität Wien, 1824 wechselte er auf den Lehrstuhl der theoretischen Chirurgie.
Zu den besonderen Leistungen Kerns gehören  die Gründung der chirurgischen Lesegesellschaft und des Operateurinstituts (1807). Kern legte den Grundstock für eine bei seinem Tod bereits Tausende Bücher umfassende Büchersammlung, die Ärzte bei wissenschaftlichen Schulungen, der Ausbildung und Arbeit unterstützte. Das von ihm initiierte Operateurinstitut legte hingegen den Grundstein für die Wiener chirurgische Schule. Es vergab Stipendien und bildete in zweijährigen Spezialkursen eine große Anzahl von Chirurgen aus, die in der Folge in allen Teilen der Monarchie tätig waren. Im wissenschaftlichen Bereich galt Kern als Vorkämpfer für die offene Wundbehandlung und war einer der letzten großen Steinschneider. In seinem Buch Die Steinbeschwerden der Harnblase, ihre verwandten Übel und der Blasenschnitt bei beiden Geschlechtern von 1828 gab er an, die laterale Lithotomie 334 mal ausgeführt zu haben, wobei er nur 31 Patienten verlor. Das Buch gilt als sein Hauptwerk, war zur Zeit der Veröffentlichung aber bereits veraltet (bald darauf wurde die Lithotripsie durch Jean Civiale entwickelt, bei der die Blasensteine nicht herausgeschnitten, sondern in der Harnblase zerstört wurden), sein fortschrittliches Werk Avis aux chirurgiens wurde hingegen verkannt.

## Schriften (Auswahl)
- Bemerkungen über den Gebrauch der Bäder. Laibach 1802.
- Lehrsätze aus dem manuellen Theile der Heilkunde. Zum Gebrauch bei Vorlesungen. 1803.
- Annalen der chirurgischen Klinik an der hohen Schule in Wien.
- Avis aux chirurgiens pour les engager, a accepter, et d’introduire une methode plus simple, plus naturelle et moins dispendieuse dans le pansement des blesses.
- Die Steinbeschwerden der Harnblase, ihre verwandten Übel und der Blasenschnitt bei beiden Geschlechtern. Wien 1828.
- Die Leistungen der chirurgischen Klinik an der hohen Schule zu Wien vom 18. April 1805 bis dahin 1824.
- Beobachtungen und Bemerkungen aus dem Gebiete der praktischen Chirurgie. 1828.
- Abhandlungen über die Verletzungen am Kopfe und die Durchbohrung der Hirnschale. 1829.